# Spy Papa
Spy Papa (Hangul: 스파이 파파, latinizzazione riveduta: Seupa-i Papa), è un film del 2011 scritto e diretto da Han Seung-ryong, inedito in Italia.

## Trama
Lee Man-ho, un insospettabile padre di famiglia che vive in Corea del Nord, è in realtà una spia. Di giorno lavora come copertura in una lavanderia, di notte decodifica codici e invia informazioni alle spie della Corea del Sud, per rovesciare il regime della Corea del Nord. Dopo quattordici anni la figlia di Lee Man-ho, Soon-bok, viene però a conoscenza delle attività segrete del padre.

## Distribuzione
In Corea del Sud, il film è stato proiettato per la prima volta il 27 ottobre 2011.